# Талада (Ређо Емилија)
Талада је насеље у Италији у округу Ређо Емилија, региону Емилија-Ромања.
Према процени из 2011. у насељу је живело 173 становника. Насеље се налази на надморској висини од 650 м.